# Artesischer Brunnen (Dresden)

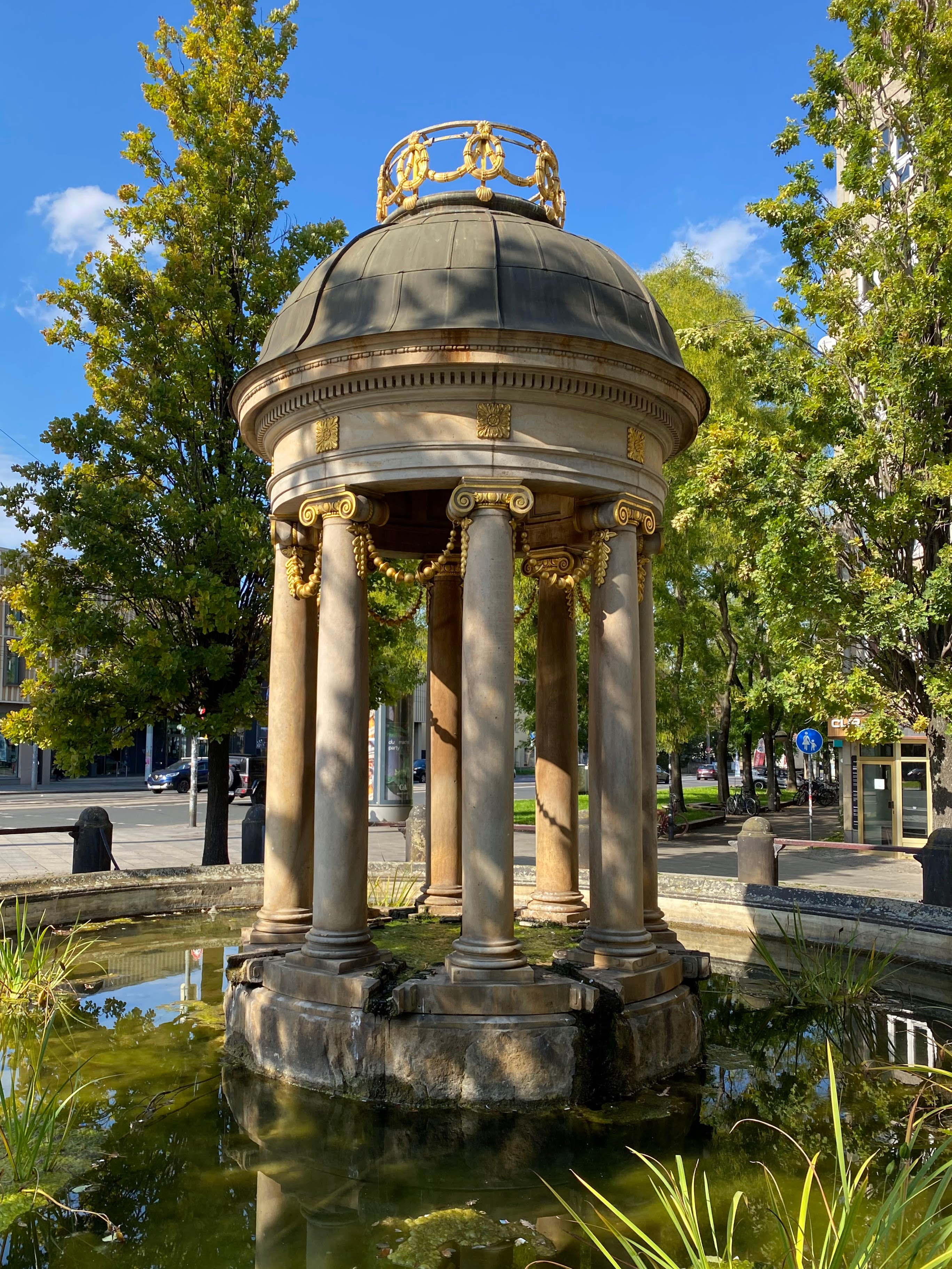
Fontäne und Wasserbecken des Artesischen Brunnen am Albertplatz

Der Artesische Brunnen am Dresdner Albertplatz ist ein räumlich getrenntes Brunnen-Ensemble bestehend aus einem Brunnenhaus, einem Trinkbrunnen und einer Fontäne mit Wasserbecken. Der artesische Brunnen wurde von 1832 bis 1836 nordwestlich des Albertplatzes durch Freiberger Bergleute erbohrt, um die Dresdner Neustadt mit sauberem Wasser zu versorgen. Das Wasser aus dem 243,25 Meter tiefen Brunnen tritt durch natürlichen Druck zu Tage und floss bis zum 21. Juni 2023 ganzjährig. Wegen der geringen Wassermenge hat der Brunnen seinen eigentlichen Zweck nie erfüllen können.
Auf dem Antonsplatz in der Dresdner Altstadt ebenfalls 1832/33 unternommene Anstrengungen, einen artesischen Brunnen zu bohren, schlugen fehl.

## Das Brunnenhaus

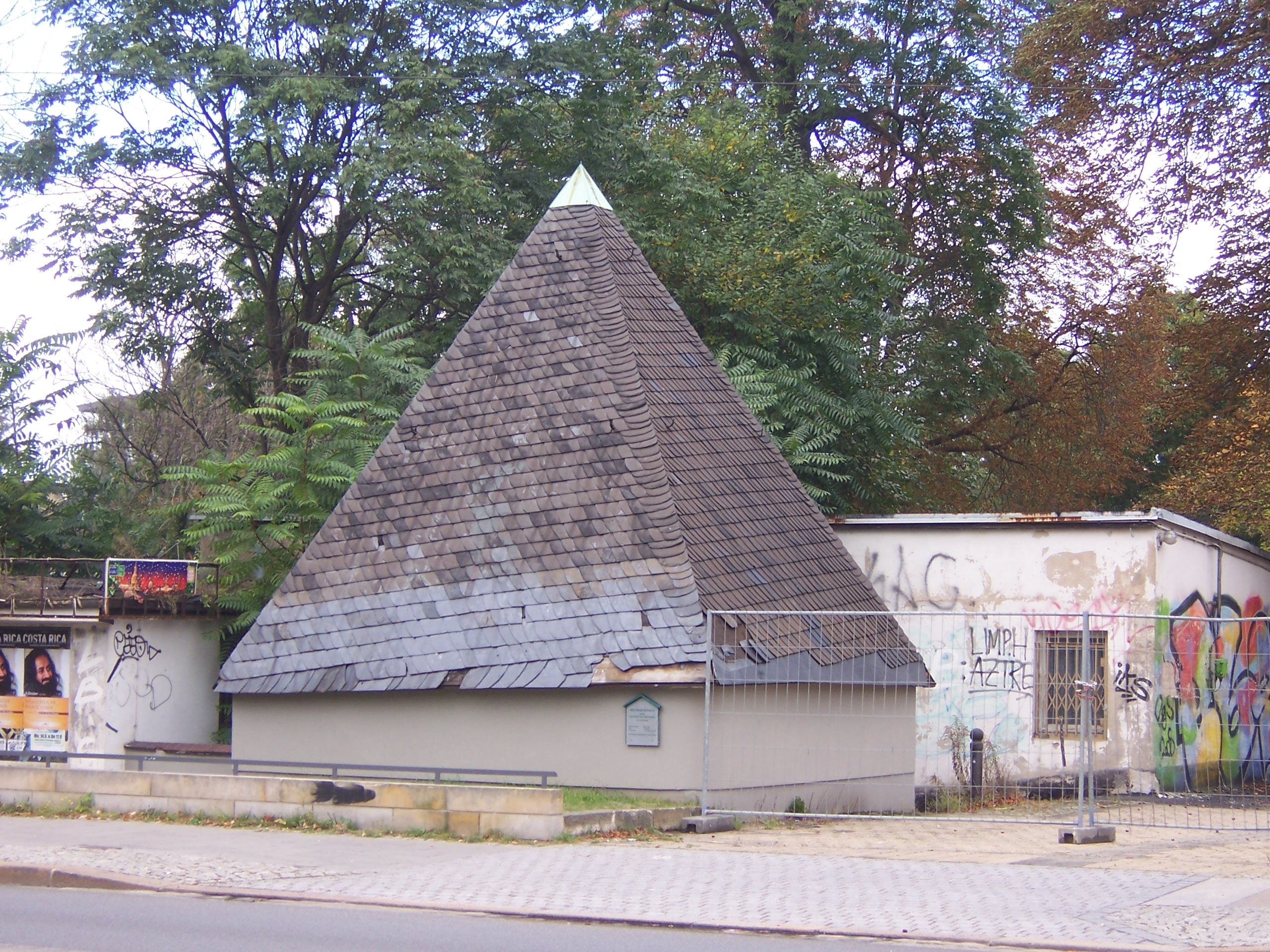
Brunnenhaus in der Antonstraße, 2009

Die Quelle (Lage) befindet sich unter einem mit schiefergedeckten Pyramidendach versehenen Brunnenhaus an der Antonstraße neben dem Hochhaus am Albertplatz. Das alte Quellhaus stammte von Paul Siemen. Bis 1990 erfolgte eine komplette Rekonstruktion der denkmalgeschützten Anlage. Durch die Neubauten am Hochhaus (2014/15) ist das Brunnenhaus räumlich umbaut, die südliche Fassade zur Antonstraße sowie teilweise die westliche sind unverbaut.

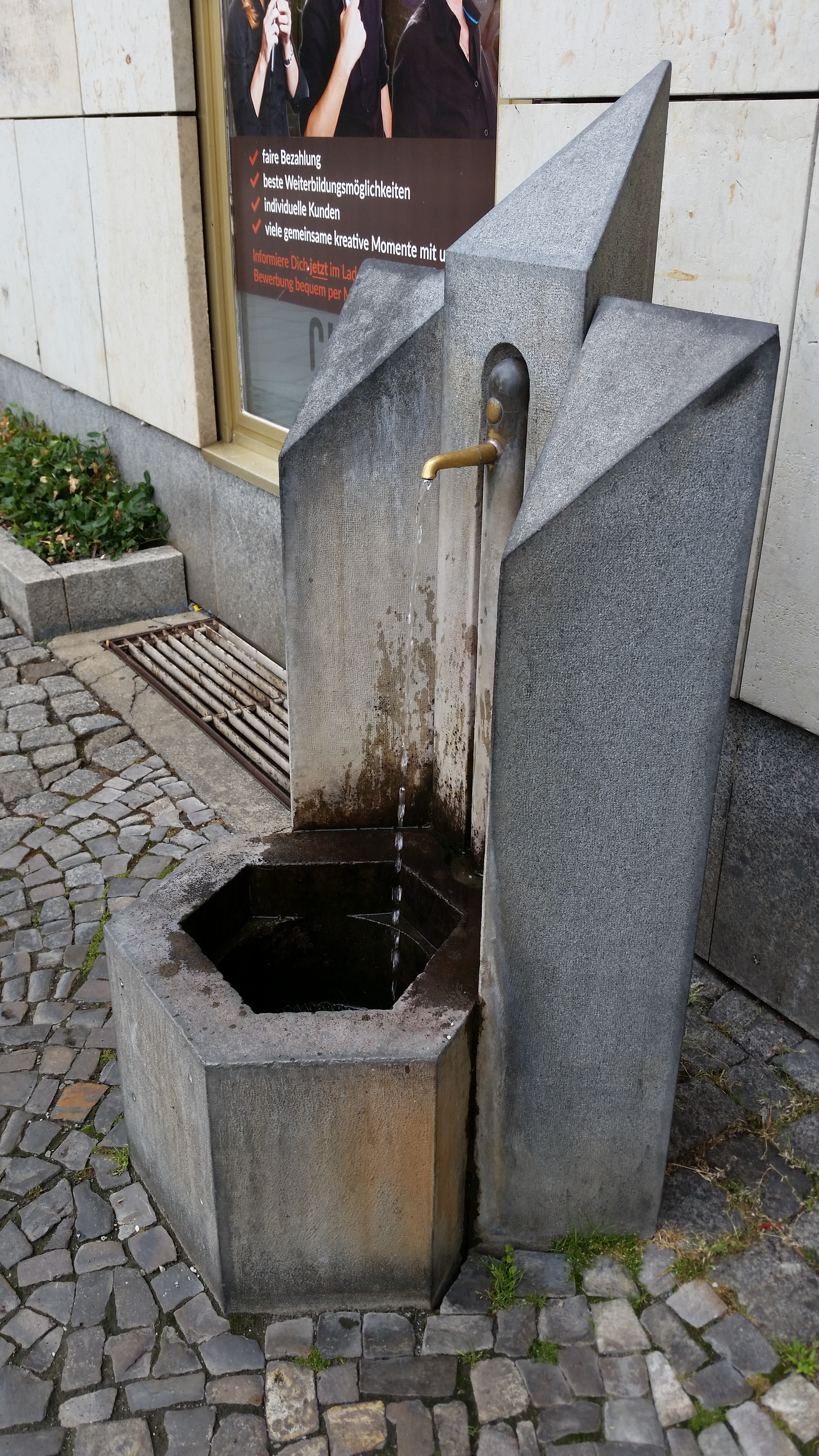
Trinkbrunnen (Zapfstelle)

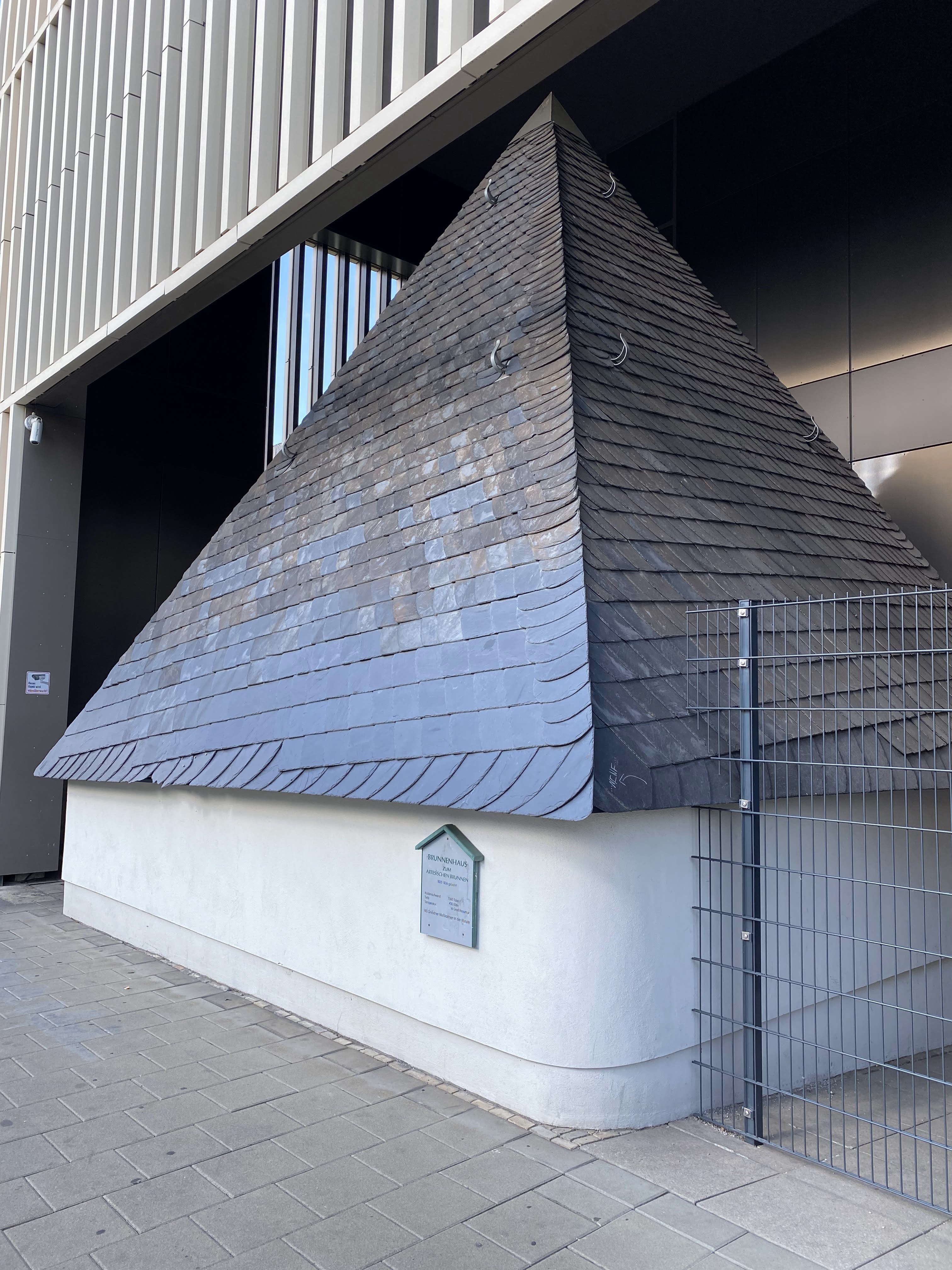
Das nun umbaute Brunnenhaus am Hochhaus am Albertplatz, 2022

Der Brunnen ist 243,25 Meter tief in den Untergrund von Dresden gebohrt. Dort stößt er auf wasserführende, gespannte Schichten mit ausreichend Wasserdruck zum Aufstieg des Wassers. Das emporströmende Wasser stammt von südlich-südwestlich der Stadt liegenden Höhenzügen. Die kretazischen Schichtenfolgen im Elbtal unter der Stadt Dresden fallen in nordöstliche Richtung ein. Einige Horizonte sind wasserführend, in besonderer Weise die tiefsten Schichten aus Sandsteinen und Gesteinen der Plänerfazies. Das lockere Gefüge in diesem cenomanen Sandstein und die abdichtenden Schichten (Pläner, Letten) lassen das Wasser tief unter das Elbbett hindurchtreten. Die große Tiefe, aus der das Wasser in der Bohrung am Albertplatz emporsteigt, ist der Grund für seine Temperatur um 17,8 Grad Celsius.
Das Wasser tritt durch natürlichen Druck zu Tage, ist mit geringer Wasserhärte ausgestattet und recht gut im Geschmack, so dass es gern als Mineralwasserersatz genutzt wird. Dazu gibt es an dem dort befindlichen Wohnhochhaus einen Trinkbrunnen, der 1990 nach einem Entwurf von Rolf Roeder errichtet wurde. Allerdings hat das Wasser laut Grünflächenamt (Betreiber des Brunnens) keine Trinkwasserqualität, deshalb ist diese Zapfstelle auch nicht als Trinkbrunnen gekennzeichnet. Bilder von innen sind jedoch nicht verfügbar.

## Wasserbecken

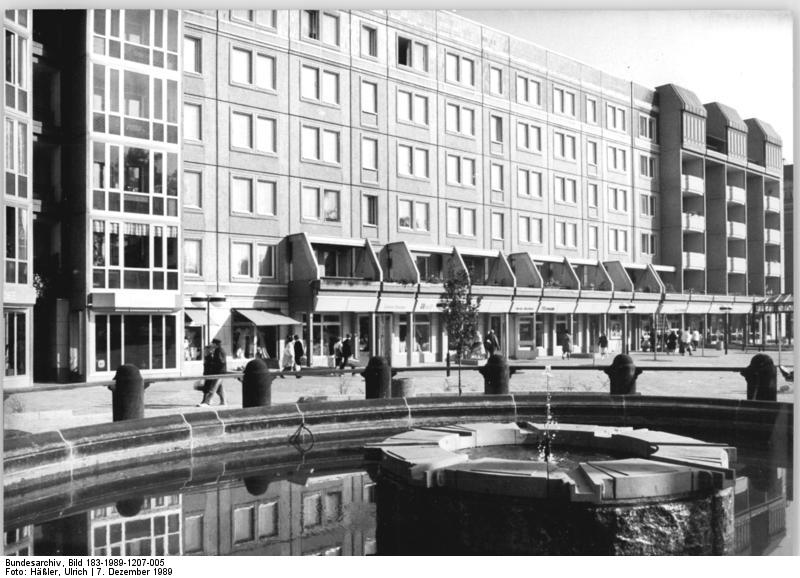
Wasserbecken des Brunnens im Dezember 1989 noch ohne Monopteros

Das Brunnenwasser speist zusätzlich zum Trinkbrunnen eine kleine Fontäne. Das Brunnenhaus steht westlich der Einmündung der Königsbrücker Straße in den Albertplatz, während der Trinkbrunnen und die Fontäne östlich davon stehen. Die Fontäne befindet sich in einem 1906 vom Stadtbaurat Hans Erlwein entworfenen tempelartigen Rundbau mit Goldfischbecken. Der im Zweiten Weltkrieg beschädigte Monopteros wurde 1991 rekonstruiert. Wegen seines warmen Quellwassers kann der Brunnen – im Gegensatz zu den beiden Hauptbrunnen auf dem Albertplatz, „Stille Wasser“ und „Stürmische Wogen“ – auch im Winter genutzt werden, da er bis zum 21. Juni 2023, seinem (vorläufigen) Versiegen ganzjährig sprudelte.